# Ямада Тіакі
Ямада Тіакі (яп. 山田 千愛; нар. 2 серпня 1966, Японія) — японська футболістка, виступала в збірній Японії.

## Клубна кар'єра
Народилася 2 серпня 1966 року в Сідзуоці. Виступала за клуби «Сімідзудаякі» та «Судзуо Сімідзу». 

## Кар'єра в збірній
Дебютувала у збірній Японії 17 жовтня 1987 року (у 18-річному віці) в поєдинку проти Італії. Учасниця жіночого чемпіонату АФК 1989 року, на якому зіграла останні матчі за збірну. З 1984 по 1989 рік зіграла 21 матч та відзначилася 3-а голами в національній збірній.

## Статистика виступів у збірній
| жіноча національна збірна Японії | жіноча національна збірна Японії | жіноча національна збірна Японії |
| Рік                              | Матчі                            | Голи                             |
| -------------------------------- | -------------------------------- | -------------------------------- |
| 1984                             | 2                                | 0                                |
| 1985                             | 0                                | 0                                |
| 1986                             | 6                                | 0                                |
| 1987                             | 4                                | 1                                |
| 1988                             | 2                                | 0                                |
| 1989                             | 7                                | 2                                |
| Загалом                          | 21                               | 3                                |